# Stéphane Picher
Stéphane Picher est un libraire et poète québécois.

## Biographie
Stéphane Picher poursuit des études en histoire, espagnol, informatique et littérature.
Poète et libraire, Picher fait paraitre deux recueils de poésie, La naïveté de vivre (Éditions Le Loup de Gouttière, 2002), ainsi que Le combat du siècle (Les Éditions du Passage, 2018) mettant à « l’avant-plan les tensions latentes et les non-dits présents dans une relation père-fils »,. Il écrit également pour la revue Les Libraires.
En 2019, Stéphane Picher est finaliste du Prix des libraires du Québec pour Le combat du siècle.

## Œuvres

### Poésie
- La naïveté de vivre, avec des illustrations de Mélanie Picher, Québec, Le Loup de gouttière, 2002, 62 p. (ISBN 2-89529-060-1 et 9782895290605)
- Le combat du siècle, Montréal, Les Éditions du Passage, 2018, 70 p. (ISBN 9782924397411)
- Retour sur terre, Montréal, Les Éditions du Passage, 2024, 68 p. ( (ISBN 9782925091264)

## Prix et honneurs
- 2019 - Finaliste : Prix des libraires du Québec (pour Le combat du siècle)[4]
- 2025 - Lauréat : Prix de la poésie Jean-Noël-Pontbriand (pour Retour sur terre)[5]